# Aeroportul Icabaru
Aeroportul Icabaru (IATA: ICA, ICAO: SVIC) este un aeroport din Bolívar, Venezuela.
Situat la o altitudine de 480 m, aeroportul dispune de o singură pistă.